# O czym wiedziała Maisie
O czym wiedziała Maisie (tytuł oryginalny What Maisie Knew) – powieść amerykańsko-brytyjskiego pisarza Henry'ego Jamesa wydana w 1897. Przedstawia w niej społeczeństwo angielskie z perspektywy dziecka. Utwór jednocześnie przedstawia obraz dysfunkcjonalnej rodziny.